# Рицнойендорф-Штаков
Рицнойендорф-Штаков (нем. Rietzneuendorf-Staakow) — община в Германии, в земле Бранденбург.
Входит в состав района Даме-Шпревальд. Подчиняется управлению Унтершпревальд. Население составляет 641 человек (на 31 декабря 2010 года). Занимает площадь 27,99 км².
| Год  | Население |
| ---- | --------- |
| 2005 | 689       |
| 2010 | 651       |